# Grassmoor
Grassmoor est un village du Derbyshire, en Angleterre.